# 1976년 하계 올림픽 대한민국 선수단

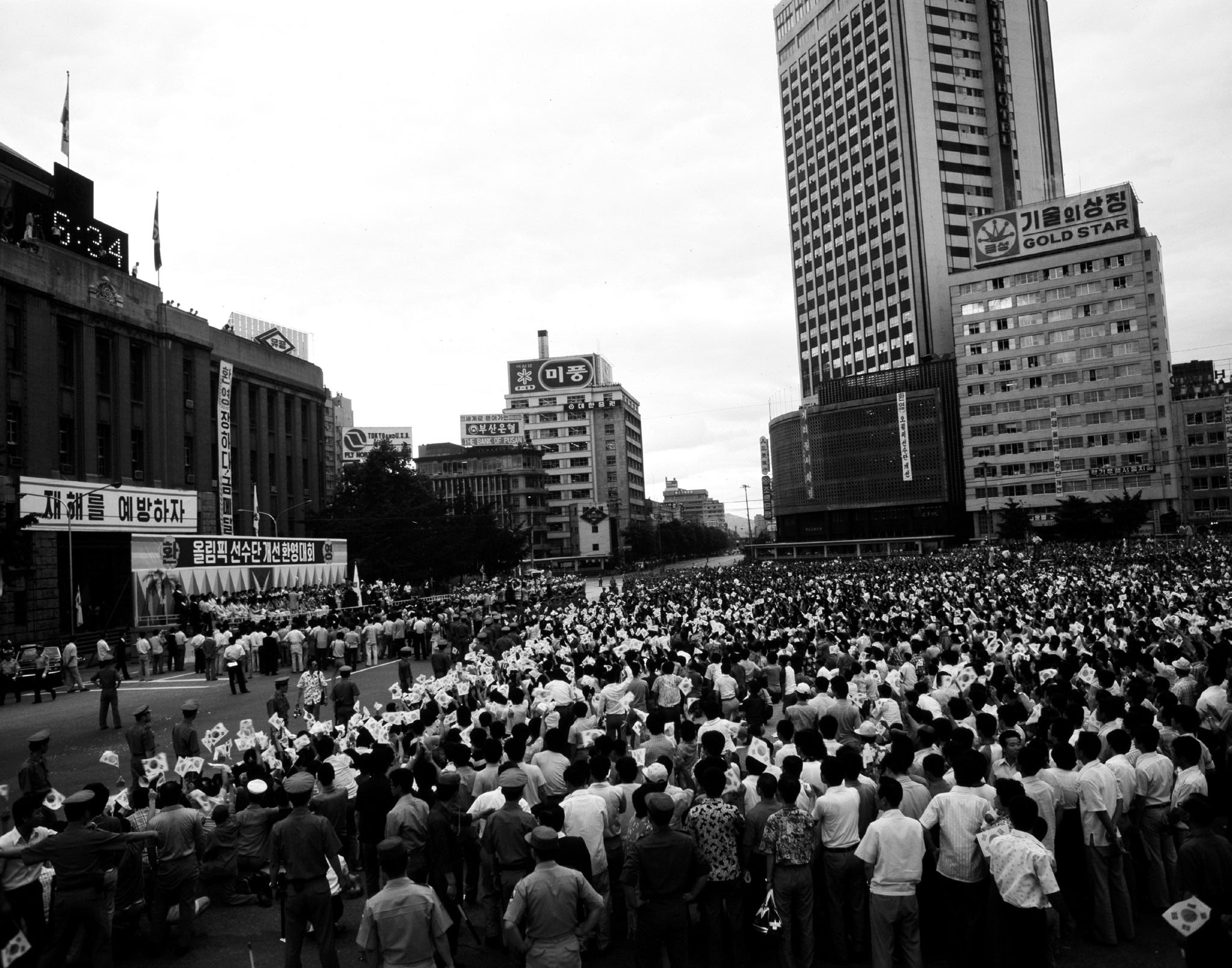
1976년 8월 3일 서울시청 앞에서 열린 몬트리올올림픽 선수단 개선 환영대회

대한민국은 1976년 7월 17일부터 8월 1일까지 캐나다 몬트리올에서 열린 제21회 하계 올림픽에 참가했다. 금메달 1개, 은메달 1개, 동메달 4개를 획득하였다.

## 메달 집계

### 종목별 참가 선수 및 메달 집계
| 종목   | 참가 선수 | 1 | 2 | 3 | 합계 |
| 레슬링 |           | 1 | 1 | 3 | 5    |

### 메달리스트
| 메달   | 이름             | 종목                   | 세부 종목 | 날짜 |
| ------ | ---------------- | ---------------------- | --------- | ---- |
| 금메달 | 양정모           | 레슬링 (자유형) 62kg급 |           |      |
| 은메달 | 장은경           | 유도 (자유형) 63kg급   |           |      |
| 동메달 | 박영철           | 유도 (자유형) 80kg급   |           |      |
| 동메달 | 조재기           | 유도 무제한급          |           |      |
| 동메달 | 전해섭           | 레슬링 (자유형) 52kg급 |           |      |
| 동메달 | 여자 배구 대표팀 |                        |           |      |

## 종목별 성적

### 레슬링
자유형
남자
| 선수 | 세부 종목 | 예선 (상대 /결과) | 16강전 (상대 /결과) | 8강전 (상대 /결과) | 준결승 (상대 /결과) | 패자부활전 1회전 (상대 /결과) | 패자부활전 2회전 (상대 /결과) | 결승 (상대 /결과) | 최종 순위 |

### 배구
남자

| 날짜 | 대한민국 | 세트 스코어 | 상대 팀 | 1세트 | 2세트 | 3세트 | 4세트 | 5세트 | 총득점 |

여자

| 날짜 | 대한민국 | 세트 스코어 | 상대 팀 | 1세트 | 2세트 | 3세트 | 4세트 | 5세트 | 총득점 |

## 역도
| 선수 | 세부 종목 | 추상 | 추상 | 인상 | 인상 | 용상 | 용상 | 합계 | 합계 |
| 선수 | 세부 종목 | 기록 | 순위 | 기록 | 순위 | 기록 | 순위 | 기록 | 순위 |

## 육상
| 선수 | 세부 종목 | 예선 | 예선 | 준준결선 | 준준결선 | 준결선 | 준결선 | 결선 | 결선 |
| 선수 | 세부 종목 | 기록 | 순위 | 기록     | 순위     | 기록   | 순위   | 기록 | 순위 |